# شوكي (دي جي)
كلايد سيرجيو نارين (Clyde Sergio Narain) و يعرف في الوسط الفني أكثر باسم شوكي (Chuckie) من مواليد 25 يونيو 1978.هو دي جي ومنتج أسطوانات سورينامي.

## روابط خارجية
- شوكي على موقع ميوزك برينز (الإنجليزية)
- شوكي على موقع أول ميوزيك (الإنجليزية)
- شوكي على موقع ديسكوغز (الإنجليزية)